# Maimbodo
Maimbodo (fl. IX secolo) è stato un pellegrino irlandese, onorato come martire nella zona di Besançon dal IX-X secolo. Il suo culto come santo fu confermato da papa Leone XIII nel 1900.

## Biografia
Secondo una passio piuttosto tarda, Maimbodo nacque in Irlanda e compì un pellegrinaggio per l'Europa continentale per visitarne i principali santuari: attraversando la Borgogna, fu assalito e ucciso da una banda di predoni in un villaggio a 8 miglia da Besançon.

## Il culto
Per i numerosi prodigi che si sarebbero verificati sulla sua tomba, il vescovo Berengario di Besançon fece trasferire la sua sepoltura a Montbéliard.
Il suo culto come santo fu confermato da papa Leone XIII con decreto del 24 novembre 1900.
Il suo elogio si legge nel martirologio romano al 23 gennaio.